# Rezerwat przyrody Gołuska Kępa
Rezerwat przyrody Gołuska Kępa – leśny rezerwat przyrody o powierzchni 191,24 ha utworzony w 1971 r. (przed 2025 o powierzchni 9,95 ha) na południe od miejscowości Gołuszyn, na terenie gminy Bieżuń w powiecie żuromińskim. Od 2025 roku posiada otulinę o powierzchni 432,98 ha.
Celem ochrony jest zachowanie ze względów naukowych i dydaktycznych fragmentu lasu liściastego o cechach zespołu naturalnego w dolinie rzeki Wkry.
Granicę rezerwatu stanowi stare koryto Wkry oraz okalające go łąki, a od zachodu – las olszowy. Na terenie rezerwatu występują dwa typy siedliskowe lasu: las świeży i ols. W drzewostanie dominuje jesion, domieszkę stanowią: lipa drobnolistna, jawor, olsza czarna, dąb, wierzba i wiąz. W dobrze rozwiniętej warstwie krzewów występuje podrost drzew oraz leszczyna i trzmielina. W runie rośnie m.in. przytulia, turzyca i zdrojówka rutewkowata.
Faunę reprezentują m.in.: sarna, dzik, jeleń, łoś, jeż, zając szarak, kuna, wiewiórka, piżmak, lis, tchórz i borsuk.
Okolice Gołuszyna odwiedził Henryk Sienkiewicz, zbierając materiały do powieści Krzyżacy. To prawdopodobnie tutaj, na Gołuskiej Kępie (która wówczas była jeszcze wyspą na Wkrze), zauroczony jej przyrodą pisarz umieścił gród rycerza Juranda – Spychów. Przekonana o tym okoliczna ludność nazywała odtąd wyspę Kępą Juranda.